# روزت (وایومینگ)
روزت (به انگلیسی: Rozet) یک منطقهٔ مسکونی در ایالات متحده آمریکا است که در شهرستان کمبل، وایومینگ واقع شده‌است. روزت ۱٬۰۴۹ نفر جمعیت دارد.